# Distocclusion
La distocclusion est une malocclusion dentaire de classe II, d'après la classification établie par le docteur Edward Angle . Elle implique que l'arcade mandibulaire est projetée vers l'arrière par rapport à l'arcade maxillaire. Ce phénomène est souvent causé par une déformation de la mâchoire.
Cette malocclusion doit être traitée par un orthodontiste, voire un chirurgien maxillofacial lorsque la malocclusion est trop importante. Dans ce cas, on parle de rétrognathisme. La chirurgie la plus souvent pratiquée pour traiter ce problème dentaire se nomme ostéotomie sagittale mandibulaire bilatérale, car le médecin doit couper la mandibule entre la branche montante et le corps mandibulaire.